# José María Núñez
José María Núñez Urrezola (Tolosa, 22 gennaio 1952) è un ex calciatore spagnolo.

## Carriera
Cresciuto nella florida cantera dell'Athletic Bilbao, esordisce con il Bilbao Athletic nella stagione 1971-1972. Tre anni dopo viene "promosso" alla prima squadra, debuttando in Primera División spagnola il 7 settembre 1974 nella partita Malaga-Athletic 2-0. Milita quindi per undici stagioni con i rojiblancos (intervallate da due campionati in prestito allo Sporting Gijón), con cui disputa 258 incontri (177 di campionato), vincendo due scudetti, una Coppa del Re ed una Supercoppa di Spagna.
Nel 1986 passa al Sestao con cui conclude la carriera due anni più tardi.

## Palmarès

### Club

#### Competizioni nazionali
- Campionato spagnolo: 2

Athletic Club: 1982-1983, 1983-1984
- Coppa di Spagna: 1

Athletic Club: 1984
- Supercoppa di Spagna: 1

Athletic Club: 1984